# Swoosie Kurtz
Swoosie Kurtz, född 6 september 1944 i Omaha i Nebraska, är en amerikansk skådespelare. Kurtz har bland annat medverkat i två olika filmatiseringar av Choderlos de Laclos roman Farlig förbindelse: Farligt begär och En djävulsk romans. Hon har vunnit en Emmy Award och två Tony Awards.

## Filmografi i urval
- 1982 – Garp och hans värld
- 1984 – Mot alla odds

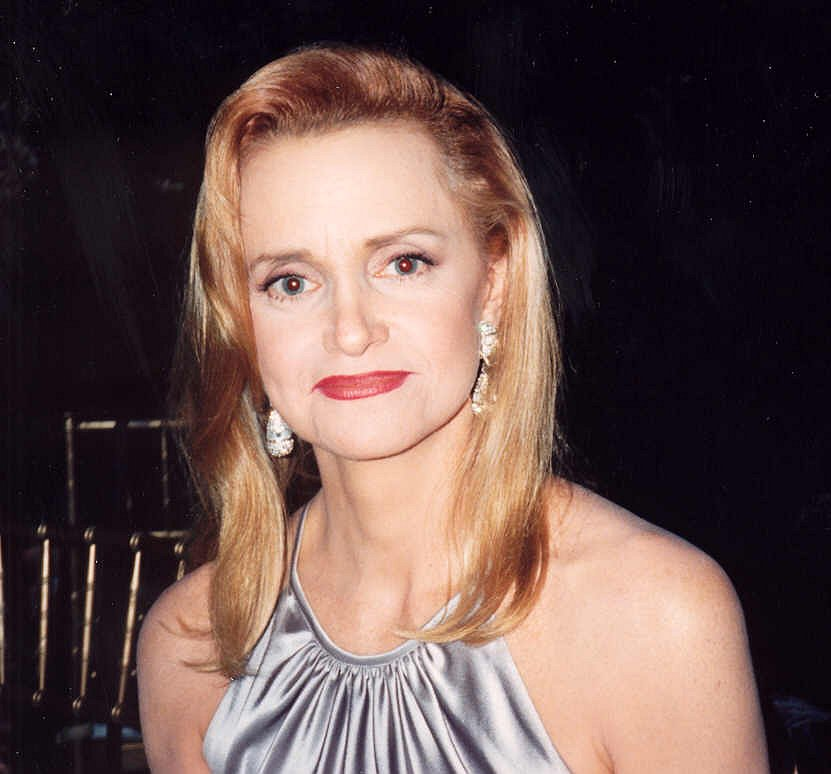
Swoosie Kurtz i samband med Emmy-galan 1994.

- 1986 – Tjejen som tog hem spelet
- 1988 – Farligt begär
- 1988 – Baja Oklahoma
- 1996 – Citizen Ruth
- 1999 – En djävulsk romans
- 2003 – Duplex
- 2005 - Lost, avsnitt Deus Ex Machina (gästroll i TV-serie)
- 2007-2009 – Pushing Daisies (TV-serie)
- 2009 - Heroes, avsnitt Cold Snap (gästroll i TV-serie)
- 2009 - Desperate Housewives, avsnitt You're Gonna Love Tomorrow (gästroll i TV-serie)
- 2010–2016 – Mike & Molly (TV-serie)